# Route européenne 015
Ne doit pas être confondu avec la route européenne 15, située au Royaume-Uni, en France et en Espagne.
Pour les articles homonymes, voir E015.
La route européenne 015 (E015) est une route reliant Taskesken à Bakhty, au Kazakhstan.